# Åbyfjorden
Åbyfjorden este o arie protejată (arie specială de conservare — SAC, sit de importanță comunitară — SCI) din Suedia întinsă pe o suprafață de 1.061 ha, integral pe uscat.

## Localizare
Centrul sitului Åbyfjorden este situat la coordonatele 58°24′18″N 11°24′25″E / 58.4051°N 11.407°E.

## Înființare
Situl Åbyfjorden a fost declarat sit de importanță comunitară în iulie 2000 pentru a proteja un număr necunoscut de specii din flora spontană și fauna sălbatică aflate în arealul zonei. Situl a fost protejat și ca arie specială de conservare în martie 2011.

## Biodiversitate
Situată în ecoregiunile boreală și marină Atlantică, aria protejată conține 9 habitate naturale: Terase mlăștinoase și terase nisipoase neacoperite de apă la reflux, Golfuri mici largi și golfuri puțin adânci, Recifuri, Pășuni din zone de pădure fino-scandinave, Pajiști uscate europene, Estuare, Pășuni atlantice udate de apa mării (Glauco-Puccinellietalia maritimae), Pajiști fino-scandinave uscate până la mezice, bogate în specii de altitudine mică, Bancuri de nisip acoperite în permanență slab de apă marină.
La baza desemnării sitului se află un număr nedeclarat de specii protejate.